# Irlanda nos Jogos Olímpicos de Verão da Juventude de 2010
A Irlanda participou dos Jogos Olímpicos de Verão da Juventude de 2010 em Cingapura. Com uma delegação composta por 25 atletas que competiram em oito esportes, o país conquistou apenas uma medalha de ouro.

## Medalhistas
| Medalha | Nome         | Esporte | Evento                         | Data         |
| ------- | ------------ | ------- | ------------------------------ | ------------ |
| Ouro    | Ryan Burnett | Boxe    | Peso mosca-ligeiro (até 48 kg) | 25 de agosto |

## Atletismo
| Evento                          | Atleta       | Qualificação | Qualificação | Final     | Final        |
| Evento                          | Atleta       | Resultado    | Posição      | Resultado | Posição      |
| ------------------------------- | ------------ | ------------ | ------------ | --------- | ------------ |
| Marcha atlética feminina (5 km) | Kate Veale   |              |              | 22:36.97  | 4º           |
| 1000 m masculino                | Mark English | 2:25.39      | 6º (4º q2)   | 2:24.95   | 8º (Final A) |

## Boxe
| Evento                 | Atleta   | Preliminares            | Disputa pelo 5º lugar   | Pos. final |
| ---------------------- | -------- | ----------------------- | ----------------------- | ---------- |
| Peso médio (até 75 kg) | Joe Ward | AUS Damien Hooper D 2-4 | KAZ Adlet Rakishev D WO | 6º         |

| Evento                         | Atleta       | Preliminares                | Semifinais                   | Final                      | Pos. final      |
| ------------------------------ | ------------ | --------------------------- | ---------------------------- | -------------------------- | --------------- |
| Peso mosca-ligeiro (até 48 kg) | Ryan Burnett | BLR Vadzim Kirylenka V 12-0 | UZB Zohidjon Hoorboyev V 2-1 | AZE Salman Alizadeh V 13-6 | Medalha de ouro |

## Hóquei sobre a grama
Feminino:
| Elenco | Preliminares | Preliminares | Disputa pelo 5º lugar   | Pos. final |
| Elenco | Grupo único | Pos.         | Disputa pelo 5º lugar   | Pos. final |
| --- | --- | ------------ | ----------------------- | ---------- |
| Lucy Camlin, Jenna Holmes, Rebecca Barry, Emily Beatty, Chloe Brown, Amy Cooke, Leah Ewart, Lisa McCarthy, Kerri McDonald, Antonia McGrath, Lucy McKee, Katherine Morris, Kathryn Mullan, Joanne Orr, Roisin Upton, Amy-Kate Trevor | NED Países Baixos D 1-3 NZL Nova Zelândia D 2-3 ARG Argentina D 0-3 KOR Coreia do Sul D 2-3 RSA África do Sul V 1-0 | 5º           | RSA África do Sul V 3-1 | 5º         |

## Pentatlo moderno
| Evento              | Atleta                                    | Esgrima (Espada 1 toque) | Esgrima (Espada 1 toque) | Esgrima (Espada 1 toque) | Natação (200 m livre) | Natação (200 m livre) | Natação (200 m livre) | Corrida e tiro (3000 m, pistola a laser) | Corrida e tiro (3000 m, pistola a laser) | Corrida e tiro (3000 m, pistola a laser) | Pontuação total | Pos. final |
| Evento              | Atleta                                    | Result.                  | Pos.                     | Pontos                   | Tempo                 | Pos.                  | Pontos                | Tempo                                    | Pos.                                     | Pontos                                   | Pontuação total | Pos. final |
| ------------------- | ----------------------------------------- | ------------------------ | ------------------------ | ------------------------ | --------------------- | --------------------- | --------------------- | ---------------------------------------- | ---------------------------------------- | ---------------------------------------- | --------------- | ---------- |
| Individual feminino | Emily Greenan                             | 8                        | 19º                      | 680                      | 2:22.10               | 6º                    | 1096                  | 14:15.80                                 | 21º                                      | 1580                                     | 3356            | 21º        |
| Equipes mistas      | Emily Greenan e MEX Jorge Abraham Camacho | 55                       | 4º                       | 910                      | 2:06.35               | 13º                   | 1284                  | 16:11.37                                 | 12º                                      | 2196                                     | 4390            | 10º        |

## Remo
| Evento                 | Atleta       | Elim.   | Elim.       | Repescagem | Repescagem  | Semifinais | Semifinais   | Final      | Final        |
| Evento                 | Atleta       | Tempo   | Pos.        | Tempo      | Pos.        | Tempo      | Pos.         | Tempo      | Pos.         |
| ---------------------- | ------------ | ------- | ----------- | ---------- | ----------- | ---------- | ------------ | ---------- | ------------ |
| Skiff simples feminino | Denise Walsh | 3:56.55 | 2º (bat. 2) | 4:05.00    | 2º (rep. 3) | 4:10.04    | 6º (sf A/B1) | Não largou | -- (Final B) |

## Tênis
| Evento            | Atleta         | 1ª rodada                          | 2ª rodada                            | Quartas-de-final                   | Semifinais         | Final              | Pos. final |
| Evento            | Atleta         | Oponente Resultado                 | Oponente Resultado                   | Oponente Resultado                 | Oponente Resultado | Oponente Resultado | Pos. final |
| ----------------- | -------------- | ---------------------------------- | ------------------------------------ | ---------------------------------- | ------------------ | ------------------ | ---------- |
| Simples masculino | John Morrissey | ECU Diego Acosta V 2-0 (7-5 e 6-1) | PER Duilio Beretta V 2-0 (6-2 e 7-6) | IND Yuki Bhambri D 0-2 (4-6 e 4-6) | Não avançou        | Não avançou        | --         |

| Evento            | Atleta                                  | 1ª rodada                                               | Quartas-de-final   | Semifinais         | Final              | Pos. final |
| Evento            | Atleta                                  | Oponente Resultado                                      | Oponente Resultado | Oponente Resultado | Oponente Resultado | Pos. final |
| ----------------- | --------------------------------------- | ------------------------------------------------------- | ------------------ | ------------------ | ------------------ | ---------- |
| Duplas masculinas | John Morrissey e ITA Alessandro Colella | SVK Filip Horanský/ SVK Jozef Kovalík D 0-2 (2-6 e 5-7) | Não avançaram      | Não avançaram      | Não avançaram      | --         |

## Triatlo
| Evento              | Triatleta                                        | Natação | Transição 1 | Ciclismo | Transição 2 | Corrida | Tempo total | Pos. |
| ------------------- | ------------------------------------------------ | ------- | ----------- | -------- | ----------- | ------- | ----------- | ---- |
| Individual feminino | Laura Casey                                      | 10:00   | 0:32        | 31:45    | 0:28        | 19:55   | 1:02:40.87  | 9º   |
| Revezamento misto   | Laura Casey (como integrante da equipe Europa 2) |         |             |          |             |         | 1:22:11.38  | 4º   |

## Vela
| Evento            | Atleta        | Regata | Regata | Regata | Regata | Regata | Regata | Regata | Regata | Regata | Regata | Regata | Regata | Total | Posição |
| Evento            | Atleta        | 1      | 2      | 3      | 4      | 5      | 6      | 7      | 8      | 9      | 10     | 11     | M      | Total | Posição |
| ----------------- | ------------- | ------ | ------ | ------ | ------ | ------ | ------ | ------ | ------ | ------ | ------ | ------ | ------ | ----- | ------- |
| Byte CII feminino | Sophie Murphy | 14     | 19     | 24     | 20     | 19     | 12     | 10     | 12     | 8      | 13     | 11     | 8      | 126   | 17º     |

Notas:
- M – Regata da Medalha
- OCS – On the Course Side of the starting line
- DSQ – Disqualified (Desclassificado)
- DNF – Did Not Finish (Não completou)
- DNS – Did Not Start (Não largou)
- BFD – Black Flag Disqualification (Desclassificado por bandeira preta)
- RAF – Retired after Finishing (Retirou-se após completar a prova)